# 関厚夫
関 厚夫（せき あつお、1962年 - ）は、日本のジャーナリスト、産経新聞記者。

## 人物・来歴
大阪府生まれ。同志社大学文学部英文学科卒業後、産経新聞大阪本社社会部、独ケルン大学留学を経てベルリン支局長、 東京本社文化部編集委員。2012年「紅と白　高杉晋作伝」を「産経新聞」に連載した。

## 著書
- 『ひとすじの蛍火 吉田松陰人とことば』(文春新書) 2007.8
- 『啄木と賢治 詩物語』産経新聞出版, 2008.9
- 『吉田松陰魂をゆさぶる言葉』PHP研究所, 2009.1
- 『一日一名言 歴史との対話365』新潮新書, 2009.12
- 『吉田松陰 人とことば』萩ものがたり, 2009.4
- 『次代への名言 政治家篇』藤原書店, 2011.1
- 『次代への名言 時代の変革者篇』藤原書店, 2011.4
- 『不屈の日本人』イースト・プレス, 2017.1
- 『紅と白 高杉晋作伝』国書刊行会, 2017.6
- 『信長君主論 マキャベリで読み解く戦国武将の虚実』さくら舎, 2018.9
- 『高杉晋作人とことば』萩ものがたり, 2019.4